# Paul-Jean Martel
Paul-Jean Martel (Laken (Brussel), 4 augustus 1878 - Philadelphia (Pennsylvania), 26 september 1944) was een Belgisch-Amerikaans postimpressionistisch kunstschilder uit de overgang van de 19de naar de 20ste eeuw.

## Levensloop

### Achtergrond
Hij was de zoon van Victor (slager, geboren te Halle in ongeveer 1858) en Jacqueline Geunis (geboren te Neerpelt in ongeveer 1852). Hij huwde in 1911 in Media (Pennsylvania) met Helen Muriel Remont uit Moylan (Pennsylvania). Zij hadden een zoon, Remi.

### Jeugd in Amerika
In 1889 emigreerde de familie Martel naar Philadelphia/Pennsylvania (Verenigde Staten). Ze hadden er een betrekking aanvaard als dagelijkse beheerders van de Fell Estate, het huis en domein van de gelijknamige familie in Chestnut Hill, een randgemeente van Philadelphia. Moeder Martel ging kort daarna als kokkin werken voor een lokaal bekende mecenas, Charlotte Pendleton. Deze kunstminnende dame overtuigde Martels moeder haar zoon een artistieke opleiding te laten volgen, gezien zijn evidente aanleg voor de beeldende kunst.

### Kunststudies in Brussel
Voor zijn kunstenaarsopleiding keerde Martel naar België terug. Van januari 1895 af studeerde hij aan de Brusselse Kunstacademie onder leiding van Joseph Stallaert. Als studiegenoten had hij er onder meer Emile Bulcke, J. De Beul, Jef Dutillieu, Ch. L. Voets, L. Rion, J.J. Madyol en Philippe Swyncop. Gedurende die periode kwam hij ongetwijfeld in contact met de werken van de Franse Impressionisten en kwam onder de indruk van hun gebruik van kleuren, licht en techniek. Hij leerde hier ook het gebruik van de juxtapositie van gebroken kleuren. Hij leerde het maken van portretten door gebruik van kleurcontrasten.
Tijdens zijn studietijd, die tot 1901 duurde, woonde hij in de Grote Straat 3 in Halle.

### Vervolmaking in Amerika
Daarna keerde hij terug naar de Verenigde Staten om te bewijzen aan zijn ouders dat hij kon leven van zijn inkomen als kunstenaar. Hij ging er zich tussen 1906 en 1907 nog verder vervolmaken in de avondcursussen aan de Pennsylvania Academy of the Fine Arts onder leiding van Thomas Pollock Anshutz (1851-1912), die hem in contact bracht met de werken van eigentijdse Amerikaanse schilders, zoals zijn studenten Robert Henri, William Glackens, John Sloan, John Marin en anderen. Door de lessen van Anshutz kwam hij ook in contact met de theorie van James McNeill Whistler dat de kunst zich vooral moest bezighouden met schoonheid in kleur en vormgeving ("art for art's sake"), een theorie die een eenvoudige vorm vooropstelt en ook de evocatieve kracht van de kleuren benadrukt. Door deze Amerikaanse invloed, gekoppeld aan zijn Europese training, begon Martel een originele stijl te ontwikkelen, zoals men kan zien in een vroeg werk "The Pale Beach".
Hij werd in 1908, op voorspraak van zijn leraar Anshutz, lid van de "Philadelphia Sketch Club".

### Terug in België
Na zijn huwelijk in 1911 keerde hij naar Europa terug. Hij bezocht Parijs, Londen en Brussel, waar het uitbreken van de Eerste Wereldoorlog hem verraste. Hij bleef in het land en vestigde zich te Oudergem. Tegen het einde van de oorlog had hij zijn werken in verschillende tentoonstellingen met succes kunnen voorstellen.
Hij nam enkele keren deel aan de Salons in Gent en Antwerpen en had in de Galerie Artis in Brussel (1919) een dubbeltentoonstelling samen met Henri Ottevaere. Wellicht naar aanleiding van deze tentoonstelling kocht de Belgische Staat in december 1920 voor 1.000 fr. het bloemstilleven “Chrysanten” aan.
In 1922 hield Martel een eenmanstentoonstelling in de “Salle Aeolien” in Brussel. In de periode 1914-23 had hij contacten met de groep van de “Brabantse Fauvisten”, met name met Auguste Oleffe. Zijn stijl sloeg toen over naar het fauvisme.
Hij zou tot 1923 in België blijven wonen maar, omdat zijn vrouw heimwee kreeg naar huis, keerde hij terug naar de Verenigde Staten.

### In 1923 terug naar de Verenigde Staten
Na zijn terugkeer in Amerika (1923) vestigde hij zich in de Baker Building, Chestnut Street 1520 in Philadelphia. Tijdens het Interbellum stelde hij vaak tentoon in Amerikaanse steden: Philadelphia, Chicago, Lynchburg maar kreeg niet de waardering die hij voordien in België had. Tijdens de jaren 20 en 30 van voorgaande eeuw legde hij zich vooral toe op portretteren van vooraanstaande families in Philadelphia en Newport. Daarnaast werkte hij ook een tijd samen met Nicola d'Ascenzo (1871–1954) aan het ontwerpen van lood-in-glasramen voor kerken in Philadelphia, Boston en Baltimore.
Met de depressie van de jaren dertig zag hij zich om financiële redenen genoodzaakt een betrekking als kunstleraar aan te nemen in de Mary Girls School in Swarthmore, Pennsylvania. Op het einde van zijn leven gaf hij minder en minder tentoonstellingen van zijn werk.

## Oeuvre
Martel schilderde voornamelijk de leuke kanten van het leven in portretten, zonnige landschappen en stillevens in postimpressionistische stijl. Zijn werk wordt gekenmerkt door een degelijke techniek met afgebroken borstelstreken alsook door de klassieke stijlingrediënten van twee van de vele postimpressionistische tendensen, namelijk het luminisme – met veel aandacht voor het effect van het helle licht op de afgebeelde objecten - en het fauvisme, waarin de kleuren – vaak afwijkend van die in de natuur – expressieve kracht krijgen. Zelfs zijn zelfportret reflecteert meer over de kunst van het schilderen dan over hemzelf. Hij schilderde op lyrische wijze de natuur in zijn omgeving en de stranden en de duinen waar hij zijn zomervakanties doorbracht. Op het einde van zijn leven werden zijn werken minder abstract en legde hij zich meer toe op de juxtapositie van kleuren. Toen zijn gezichtsvermogen steeds verminderde, probeerde hij dit te compenseren met levendiger kleuren en een donkerder palet.
Paul-Jean Martel bleef schilderen in impressionistische en postimpressionistische stijl, lang nadat alle anderen deze stijl al lang verlaten hadden. Na zijn dood geraakten zijn werken in de vergetelheid, maar sinds 1976 kwam hij opnieuw in de belangstelling met bijna jaarlijkse tentoonstellingen in de Verenigde Staten.

## Verzamelingen
- Verzameling Vlaamse Gemeenschap : Chrysanten (1919).